# 佐治直影
佐治 直影（さじ なおかげ、1896年（明治29年）7月4日 - 1944年（昭和19年）7月27日）は、大日本帝国陸軍軍人。最終階級は陸軍少将（没後特進）。功四級。

## 経歴
佐治市五郎、操の長男として高知県安芸郡奈半利村（現在の奈半利町）に生まれる。広島陸軍幼年学校を経て、1918年（大正7年）5月、陸軍士官学校第30期卒業。同年12月に陸軍騎兵少尉に任官する。
歩兵第30連隊附としてシベリア出兵に従軍。帰朝後は、新潟県立糸魚川中学校で教鞭を執ったのち、同連隊中隊長に任じ、1931年（昭和6年）中国北東部に駐屯する。1933年（昭和8年）帰還すると陸軍士官学校附、同教官を務めたのち、1937年（昭和12年）陸軍大学校専科第4期卒業。参謀本部勤務兼中支方面軍参謀部附、第2軍参謀、第11軍参謀を経て、1941年（昭和16年）8月に陸軍機甲整備学校研究部主事となり、1942年（昭和17年）8月に陸軍騎兵大佐に進み、騎兵第71連隊長に発令され、翌月、機動歩兵第1連隊長に任じられる。
ついで、1944年（昭和19年）5月に第39師団参謀長に任官し、同年7月27日、湖北省江陵県候家湾付近で戦死。陸軍少将に没後特進した。